# Rue Georges-Citerne
La rue Georges-Citerne est une rue du 15e arrondissement de Paris.

## Origine du nom
Elle doit son nom à Georges Citerne (1906-1944), artiste dramatique et résistant, fusillé par les Allemands le 7 mars 1944 au Mont Valérien.

## Historique
La rue Georges-Citerne est ouverte en 1895 sous le nom de « rue Nouvelle du Théâtre » et prend sa dénomination actuelle le 8 juin 1946.

## Bâtiments remarquables et lieux de mémoire
- No 12 : jusqu'en 2016, l'école Diwan de Paris, école primaire et maternelle bilingue français-breton sous contrat d'association avec l'État. L'école accueille également dans ses locaux des activités culturelles en partenariat avec la Mission Bretonne.